# José Maria de Medeiros
José Maria de Medeiros (Ilha do Faial, 3 de setembro de 1849 — Rio de Janeiro, 1925) foi um pintor português naturalizado brasileiro.
Em 1867 entrou no Liceu de Artes e Ofícios, e em 1868 ingressou na Academia Imperial de Belas Artes, estudando com Vítor Meirelles e Francisco de Sousa Lobo. Entre 1879 e 1891 foi professor de desenho figurado na academia, e entre 1891 e 1911 no Asilo de Menores Desamparados.
Recebeu a Ordem Imperial da Rosa em 1884, no grau de oficial, pelo seu quadro Iracema, hoje no Museu Nacional de Belas Artes.

## Vida
Depois de seu ingresso na Academia Imperial de Belas Artes, José Maria de Medeiros, no ano de 1871, recebe uma medalha de prata durante a Exposição Geral de Belas Artes e, logo em seguida, uma medalha de ouro com seu quadro Retrato de Senhora, no ano de 1876. Decorridos dois anos de sua premiação, torna-se professor de desenho figurado na Aiba, por meio de um concurso que prestou.  
Em 1882 passa a exercer a função de catedrático, como resultado de sua recente naturalização como brasileiro. No ano de 1884 revela dois quadros importantes de sua carreira: Morte de Sócrates e Iracema. Estes que trazem certo reconhecimento para suas habilidades na área.
É notório ressaltar que entre seus discípulos estão: Eliseu Visconti, Baptista da Costa, Belmiro de Almeida e Oscar Pereira da Silva.
Já em 1891, o pintor deixa a AIBA (Academia Imperial de Belas Artes) e passa a exercer o magistério no ensino público de segundo grau, porém, seis anos depois, passa a atuar no Instituto Profissional João Alfredo.
Longos anos se passam, até que, em 1948, recebe o reconhecimento do Museu Nacional de Belas Artes por meio da Retrospectiva da Pintura no Brasil, também no Rio de Janeiro.    
Tratando-se de comentários críticos sobre o autor, pode-se dizer que destoa da maioria de sua época, uma vez que não procura adquirir conhecimento por meio do estudo das tendências artísticas europeias. Na realidade, apoia e constrói seu arcabouço acadêmico e técnico a partir do ensino lecionado no Brasil. Desse modo, se destaca como uma figura representativa dos resultados de aprendizado, sem a interferência do exterior. Demonstra, por fim, como o neoclassicismo adquire contornos românticos no país, e como isso é uma característica intrinsecamente brasileira, por ser proveniente de um artista extremamente arraigado ao que se produzia de mais genuíno no Brasil.